# Telefone (canção)
"Telefone" é uma canção de 1983 composta por Júlio Barroso e Márcio Vaccari para o álbum Essa tal de Gang 90 & As Absurdettes da banda de rock brasileira dos anos 80 Gang 90 e as Absurdettes.
Assim como todas as faixas do álbum, a canção "Telefone" é claramente baseada no gênero musical new wave. Ela foi regravada algumas vezes por artistas brasileiros ao longo dos anos, como é o caso de Sandra de Sá, no álbum Ela Sabe Quem Eu Sou, de 1996, do grupo de rock Skank em 1991, publicada no álbum coletâneo Skank 91 de 2012 e da banda Ira!, onde aparece no álbum Isso É Amor de 1999. Além disso, a letra e acordes da canção foram utilizados pela banda de rock bahiana Penélope na composição da canção "Holiday", do álbum Mi Casa, Su Casa de 1999.